# Championnat de France de rugby à XV de 1re division fédérale 1999-2000
Navigation
Nationale 1 1998-1999 Nationale 1 2000-2001
Le championnat de France de rugby à XV de 1re division fédérale 1999-2000 voit s'affronter 44 équipes réparties dans 4 poules. Seul le vainqueur et le finaliste du Trophée Jean Prat (phase finale) sont promus en Pro D2 à l'issue de la saison. 

## Saison régulière
| Pos | Équipe                | Points |
| --- | --------------------- | ------ |
| 1   | US bressane (P)       | 52     |
| 2   | US Oyonnax            | 50     |
| 3   | AS Mâcon              | 46     |
| 4   | US Métro (P)          | 45     |
| 5   | SO Ugine-Albertville  | 44     |
| 6   | RC Chalon             | 40     |
|     | SO Chambéry (P)       | 40     |
|     | Pontarlier (P)        | 40     |
| 9   | FC Saint-Claude       | 31     |
| 10  | Paris université club | 28     |
| 11  | Viry-Chatillon (P)    | 24     |

| Pos | Équipe                        | Points |
| --- | ----------------------------- | ------ |
| 1   | Montélimar                    | 51     |
| 2   | RC La Valette (P)             | 46     |
| 3   | SO Millau                     | 44     |
| 4   | Lyon OU                       | 44     |
| 5   | RC Châteaurenard              | 43     |
| 6   | Villefranche de Lauragais (R) | 41     |
| 7   | Sigean Port La Nouvelle (P)   | 40     |
| 8   | Bédarrides                    | 39     |
| 9   | Céret                         | 36     |
|     | Cannes-Mandelieu RC           | 28     |
|     | Sérignan                      | 28     |

| Pos | Équipe               | Points |
| --- | -------------------- | ------ |
| 1   | Peyrehorade          | 47     |
| 2   | Stade bagnérais      | 43     |
| 3   | US Coarraze Nay (P)  | 43     |
| 4   | US La Teste (R)      | 41     |
| 5   | FC Lourdes           | 41     |
| 6   | Stado Tarbes         | 40     |
| 7   | Baigorri             | 40     |
| 8   | Garazi               | 38     |
| 9   | Saint-Jean-de-Luz OR | 37     |
| 10  | Saint-Paul SR        | 36     |
| 11  | Montréjeau (P)       | 34     |

| Pos | Équipe             | Points |
| --- | ------------------ | ------ |
| 1   | FC Oloron          | 50     |
| 2   | CA Sarlat          | 44     |
| 3   | US Bergerac        | 43     |
| 4   | US Fumel Libos (P) | 41     |
| 5   | SC Albi            | 41     |
| 6   | Lormont (P)        | 40     |
| 7   | USA Limoges        | 38     |
| 8   | Malemort (P)       | 37     |
|     | SC Angoulême       | 36     |
|     | SC Mazamet         | 36     |
| 11  | SA Mauléon         | 34     |

## Phase finale

### Finale
| Date    | Équipe 1  | Équipe 2 | Résultat |
| ------- | --------- | -------- | -------- |
| 11 juin | FC Oloron | Albi     | 30-23    |